# Milagro Valero
Milagro Valero (ur. 10 lipca 1988) – wenezuelska polityczka. W latach 2016–2021 członkini Zgromadzenia Narodowego Wenezueli.

## Życiorys
Valero urodziła się 10 lipca 1988.

### Działalność polityczna
W kampanii przed wyborami parlamentarnymi w 2015 roku skupiała się na kwestii konfliktu na granicy Wenezueli z Kolumbią.
W wyborach objęła mandat deputowanej do Zgromadzenia Narodowego Wenezueli z ramienia Koalicji na rzecz Jedności Demokratycznej (MUD). Koalicja uzyskała 109 ze 167 mandatów (oraz 63,33% głosów w stanie Mérida). Reprezentowała wenezuelski stan Mérida. W zgromadzeniu zasiadła w komisji ds. kontroli (Comisión Permanente de Contraloría). Kontynuowała zaangażowanie w sprawy graniczne.
Pełniła funkcję sekretarza partii Primero Justicia (jednej z partii członkowskich MUD) w stanie Mérida.
Od 2019 roku przebywa na uchodźstwie w Hiszpanii (w Almeríi) w związku z prześladowaniami politycznymi. Jej mandat w Zgromadzeniu Narodowym objął jej zastępca Luis Loaiza.